# Banks (Oregon)
Banks è una città degli Stati Uniti d'America situata nell'Oregon, nella Contea di Washington.